# فرناند شارون
فرناند شارون (بالفرنسية: Fernand Charron)‏ هو دراج فرنسي، ولد في 30 مايو 1866 في أنجيه في فرنسا، وتوفي في 13 أغسطس 1928 في ميزون-لافيت في فرنسا.

## وصلات خارجية
- فرناند شارون على موقع أرشيف الدراجات (الإنجليزية)
- فرناند شارون على موقع DriverDB.com (الإنجليزية)